# ماریان (فیلم ۲۰۱۱)
«ماریان» (انگلیسی: Marianne (2011 film)) فیلمی در ژانر ترسناک است که در سال ۲۰۱۱ منتشر شد. از بازیگران آن می‌توان به پیتر استرمر اشاره کرد.